# Prix Altazor
Le Prix Altazor des Arts nationaux (Premio Altazor de las Artes Nacionales) ou simplement Altazor, est un prix chilien annuel.  
Les prix ont été créés en 1958, mais n'ont été décernés qu'à partir de 1999. Le prix consiste en une sculpture en fonte créée par le sculpteur Sergio Castillo et un diplôme. Ils ont été nommés pour célébrer Altazor, le chef-d'œuvre de Vicente Huidobro. 

## Récipiendaires
- 2011 : Alejandro González, catégorie Graphisme et illustration, pour 27 Février.